# Seebensee
Seebensee är en sjö i Österrike.   Den ligger i förbundslandet Tyrolen, i den västra delen av landet, 400 km väster om huvudstaden Wien. Seebensee ligger 1 657 meter över havet. Den högsta punkten i närheten är Vorderer Tajakopf, 2 450 meter över havet, öster om Seebensee.
I omgivningarna runt Seebensee växer i huvudsak barrskog. Runt Seebensee är det ganska glesbefolkat, med 34 invånare per kvadratkilometer.